# Wolong (köping i Kina, Sichuan, lat 31,04, long 103,19)
Wolong (kinesiska: 卧龙镇, 卧龙) är en köping i Kina. Den ligger i provinsen Sichuan, i den sydvästra delen av landet, omkring 93 kilometer nordväst om provinshuvudstaden Chengdu.
Genomsnittlig årsnederbörd är 1 431 millimeter. Den regnigaste månaden är juli, med i genomsnitt 351 mm nederbörd, och den torraste är januari, med 12 mm nederbörd.